# Saint-Mesmin (Vandea)
Saint-Mesmin è un comune francese di 1 859 abitanti situato nel dipartimento della Vandea nella regione dei Paesi della Loira.

## Società

### Evoluzione demografica
Abitanti censiti